# Kanton La Clayette
Kanton La Clayette (francouzsky Canton de la Clayette) je francouzský kanton v departementu Saône-et-Loire v regionu Burgundsko. Tvoří ho 18 obcí.

## Obce kantonu
- Amanzé
- Baudemont
- Bois-Sainte-Marie
- La Chapelle-sous-Dun
- Châtenay
- La Clayette
- Colombier-en-Brionnais
- Curbigny
- Dyo
- Gibles
- Ouroux-sous-le-Bois-Sainte-Marie
- Saint-Germain-en-Brionnais
- Saint-Laurent-en-Brionnais
- Saint-Racho
- Saint-Symphorien-des-Bois
- Vareilles
- Varennes-sous-Dun
- Vauban